# Người Nga ở Cáp Nhĩ Tân
Người Nga ở Cáp Nhĩ Tân (tiếng Nga: харби́нские ру́сские, Trung văn: 哈尔滨白俄) để chỉ những người Nga đã sống qua nhiều thế hệ ở Cáp Nhĩ Tân, một thành phố quan trọng trên tuyến đường sắt Đông Thanh, từ khoảng những năm 1898 đến giữa thập niên 1960.
Trước đây, Liên Xô dùng từ "KVZhDist" (КВЖДист, viết tắt của Китайско-Восточной железной дорогист nghĩa là "người của đường sắt Đông Trung Quốc) để chỉ người Nga ở Cáp Nhĩ Tân.

## Lịch sử

### Định cư của người Nga ở Cáp Nhĩ Tân
Thế hệ đầu tiên của người Nga ở Cáp Nhĩ Tân hầu hết là thợ xây và công nhân của hệ thống xe lửa Đông Thanh. Họ đến Trung Quốc để xây dựng hệ thống đường ray này. Vào thời điểm đó, Cáp Nhĩ Tân chưa phải là một thành phố, thành phố chỉ thật sự được xây dựng bởi những người đến định cư đầu tiên. Nhà cửa được xây dựng, đồ đạc được đem từ Nga sang. Sau chiến tranh Nga-Nhật, trong khi rất nhiều người Nga rời khỏi Cáp Nhĩ Tân, vẫn còn rất nhiều người đã quyết định cư lâu dài. Đến năm 1913, Cáp Nhĩ Tân trở thành một thuộc địa của Nga để xây dựng và bảo trì hệ thống xe lửa Đông Trung Quốc. Ở Cáp Nhĩ Tân lúc đó có 68.549 người thuộc 53 quốc tịch khác nhau, nhưng hầu hết có gốc Nga và Trung Quốc. Cùng với tiếng Nga và tiếng Trung Quốc, có đến 45 ngôn ngữ được sử dụng tại Cáp Nhĩ Tân tại thời điểm đó. Chỉ có 11,5% dân cư được sinh ra ở Cáp Nhĩ Tân. Có một số hoạt động về tôn giáo của người Nga, Ukraina, Ba Lan, Đức, và các nhóm khác.

## Chiến tranh thế giới thứ nhất và cách mạng tháng Mười
Trong thập kỉ từ 1913 đến 1923, nước Nga đã tham gia vào chiến tranh thế giới thứ nhất, cách mạng Nga và nội chiến Nga. Trong những năm 1920, có đến 100,000 - 200,000 người Nga di cư đến Cáp Nhĩ Tân. Hầu hết họ là công chức và binh lính trong cuộc di cư của phe Bạch Vệ, thành viên của chính phủ Bạch Vệ ở Siberia và vùng viễn đông Nga. Những người di cư đến Cáp Nhĩ Tân thuộc cả vào tầng lớp intelligentsia và cả người dân thương. Cáp Nhĩ Tân là vùng có nhiều người Nga nhất bên ngoài lãnh thổ nước Nga. Vào ngày 8 tháng 9 năm 1920, Trung Quốc tuyên bố họ không còn công nhận lãnh sự Nga ở Trung Quốc. Vào ngày 23 tháng 9, Trung Quốc chấm dứt quan hệ ngoại giao với đại diện của Đế Chế Nga và loại bỏ quyền của người Nga ở Trung Quốc. Những người Nga ở Trung Quốc rơi vào tình trạng không là công dân của nước nào (stateless). Sau đó, chính phủ Trung Quốc thâu tóm toàn bộ tòa án, cảnh sát, trại giam, bưu điện và các trường học ở Cáp Nhĩ Tân.